# Olocausto in Norvegia

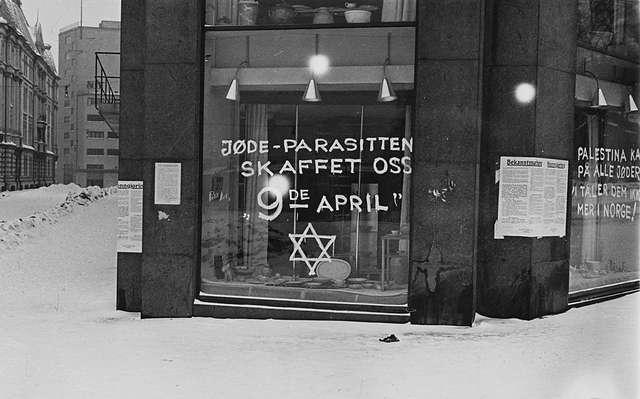
Graffiti antisemiti sulle vetrine dei negozi a Oslo nel 1941. L'indirizzo è chiamato "Glitne-gården" da alcuni.

L'Olocausto in Norvegia si verificò durante l'occupazione nazista dal 9 aprile 1940. Nel 1942 vivevano in Norvegia circa 2.173 ebrei, di questi almeno 775 furono arrestati, detenuti e/o deportati.
Più della metà dei norvegesi morti nei campi di concentramento in Germania furono ebrei: 742 furono assassinati all'interno dei campi e 23 ebrei morirono a causa di altre esecuzioni, omicidi e suicidi durante la guerra, portando il totale degli ebrei norvegesi morti ad almeno 765, di cui 230 famiglie per intero.
Molti ebrei sopravvissero fuggendo dalla Norvegia, quasi i due terzi: di questi, circa 900 ebrei furono fatti uscire di nascosto dal Paese con l'aiuto della resistenza norvegese, principalmente verso la Svezia, mentre per alcuni la destinazione fu il Regno Unito.
Dei deportati in Germania, sopravvissero tra 28 e 34 persone alla prigionia nei campi, e di questi circa 25 rientrarono dopo la guerra. Dei fuggiti in Svezia rientrarono in patria circa 800 ebrei.

## Contesto storico

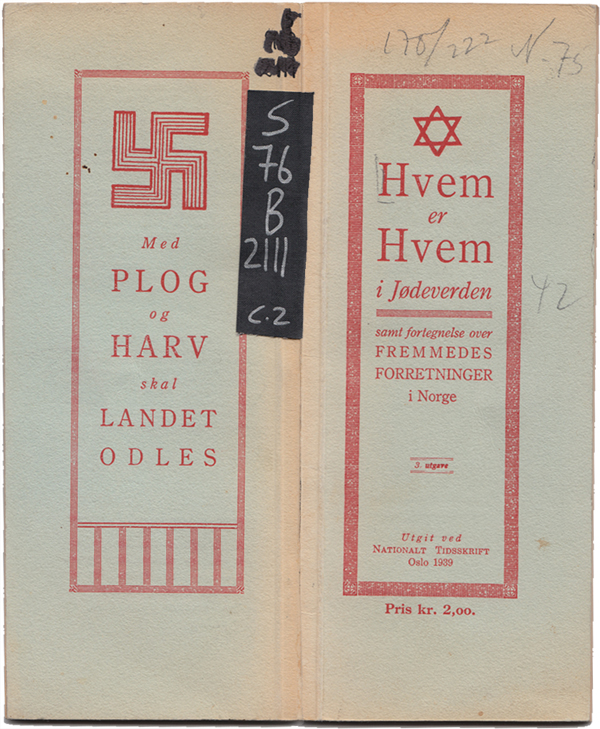
Who's Who in the Jewish World, un periodico antisemita che elencò ebrei e presunti ebrei in Norvegia. Prima edizione stampata nel 1925.

La popolazione ebraica in Norvegia fu molto esigua fino all'inizio del XX secolo, quando i pogrom in Russia e negli stati baltici costrinsero molti ebrei a cercare rifugio anche in Norvegia. Un'altra ondata si verificò negli anni '30, quando gli ebrei fuggirono dalla persecuzione nazista in Germania e nelle aree sotto il controllo tedesco.
Niels Christian Ditleff, un diplomatico norvegese, alla fine degli anni '30 fu inviato a Varsavia, in Polonia. Nella primavera del 1939 aprì una stazione di transito a Varsavia per i profughi ebrei dalla Cecoslovacchia che vi erano stati inviati grazie all'aiuto di Nansenhjelpen. Ditleff fece in modo che i rifugiati ricevessero cibo, vestiti e trasporto a Gdynia, in Polonia, dove si imbarcarono su navi dirette in Norvegia. Nansenhjelpen fu l'organizzazione umanitaria norvegese fondata da Odd Nansen nel 1936 con lo scopo di fornire un rifugio sicuro e assistenza in Norvegia ai rifugiati ebrei provenienti dalle aree dell'Europa sotto il controllo nazista.
L'invasione e l'occupazione tedesca della Norvegia iniziò il 9 aprile 1940. Josef Terboven fu nominato Reichskommissar per la Norvegia il 24 aprile 1940, anche prima che l'invasione fosse completa il 7 giugno 1940. Il legittimo governo norvegese lasciò il paese e le autorità occupanti tedesche misero le autorità civili norvegesi sotto il controllo di Terboven: tra queste furono inclusi vari rami della polizia norvegese, inclusi gli sceriffi distrettuali (Lensmannsetaten). Anche i rami della polizia nazista, tra cui la SD e la Gestapo, divennero parte della rete che servì da strumento per le politiche sempre più oppressive nei confronti della popolazione norvegese.
Come strategia, il regime di Terboven cercò di utilizzare i funzionari norvegesi, piuttosto che tedeschi, per soggiogare la popolazione norvegese. Sebbene la polizia e le forze paramilitari tedesche abbiano riferito attraverso la catena di comando dell'Ufficio principale della sicurezza del Reich e la polizia norvegese formalmente nel dipartimento di polizia di recente formazione, in pratica i funzionari di polizia norvegesi presero indicazioni dall'RSHA tedesco.
Gran parte del pregiudizio contro gli ebrei che esisteva comunemente in Europa era evidente anche in Norvegia alla fine del XIX e all'inizio del XX secolo, e il Nasjonal Samling, il partito nazista in Norvegia, fece dell'antisemitismo un punto cardine della sua piattaforma politica. Halldis Neegaard Østbye divenne la portavoce de facto della propaganda sempre più virulenta contro gli ebrei, riassunta nel suo libro del 1938 Jødeproblemet og dets løsning (Il problema ebraico e la sua soluzione). Nasjonal Samling aveva anche iniziato a raccogliere informazioni sugli ebrei norvegesi prima dell'inizio della guerra e occasionalmente sulla stampa nazionale furono pubblicati degli articoli a carattere antisemita.

## Preparativi

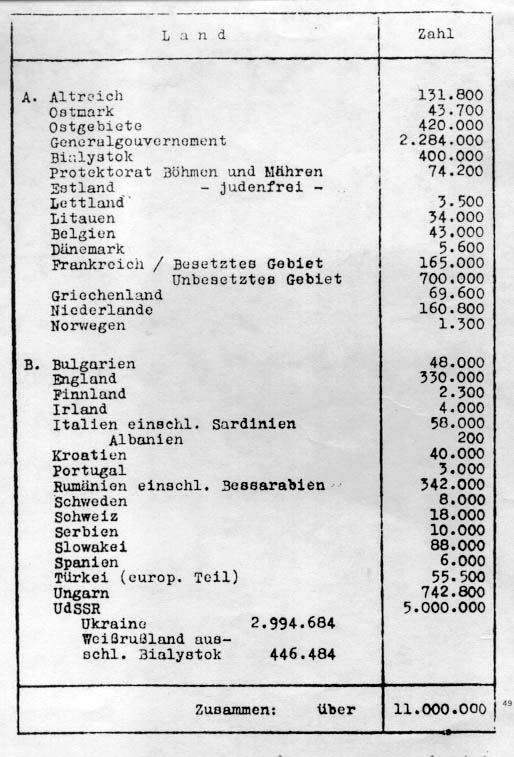
La stima del numero di ebrei presentata alla Conferenza di Wannsee, erroneamente stimava il numero di ebrei in Norvegia in 1300.

Il Nasjonal Samling iniziò a raccogliere le informazioni sugli ebrei norvegesi già prima dell'inizio della guerra. Per identificare gli ebrei norvegesi, le autorità fecero affidamento sulle informazioni della polizia e del servizio telegrafico, mentre alle sinagoghe di Oslo e Trondheim fu ordinato di produrre degli elenchi completi dei loro membri, inclusi nomi, data di nascita, professione e indirizzo. Allo stesso modo, alle società funerarie ebraiche e ai gruppi giovanili fu ordinato di produrre le loro liste.
Ad agosto, alle sinagoghe fu ordinato anche di produrre gli elenchi di ebrei che non erano membri attivi. Gli elenchi risultanti furono incrociati con le informazioni che Nasjonal Samling aveva già compilato in precedenza e con le informazioni dell'Ufficio centrale di statistica norvegese. Alla fine, le autorità di occupazione in Norvegia avevano l'elenco più completo di ebrei rispetto alla maggior parte degli altri paesi sotto il dominio nazista.
Sulla base degli elenchi compilati in primavera, il Dipartimento di Giustizia e i governatori di contea iniziarono a registrare tutte le proprietà ebraiche nell'autunno, comprese le proprietà commerciali. Un inventario completo fu trasmesso al dipartimento di polizia nel dicembre 1941 e questo incluse anche le persone sospettate di avere origini ebraiche.
Sebbene diversi ebrei norvegesi fossero già stati arrestati e deportati come prigionieri politici nei primi mesi dell'occupazione, la prima misura applicata nei confronti di tutti gli ebrei fu l'ordine del Ministero degli Esteri tedesco emesso tramite lo stesso Terboven il 10 maggio 1941: la polizia di Oslo dovette confiscare le radio di tutti gli ebrei della città, in pochi giorni tutti gli sceriffi locali del paese ricevettero gli stessi ordini.

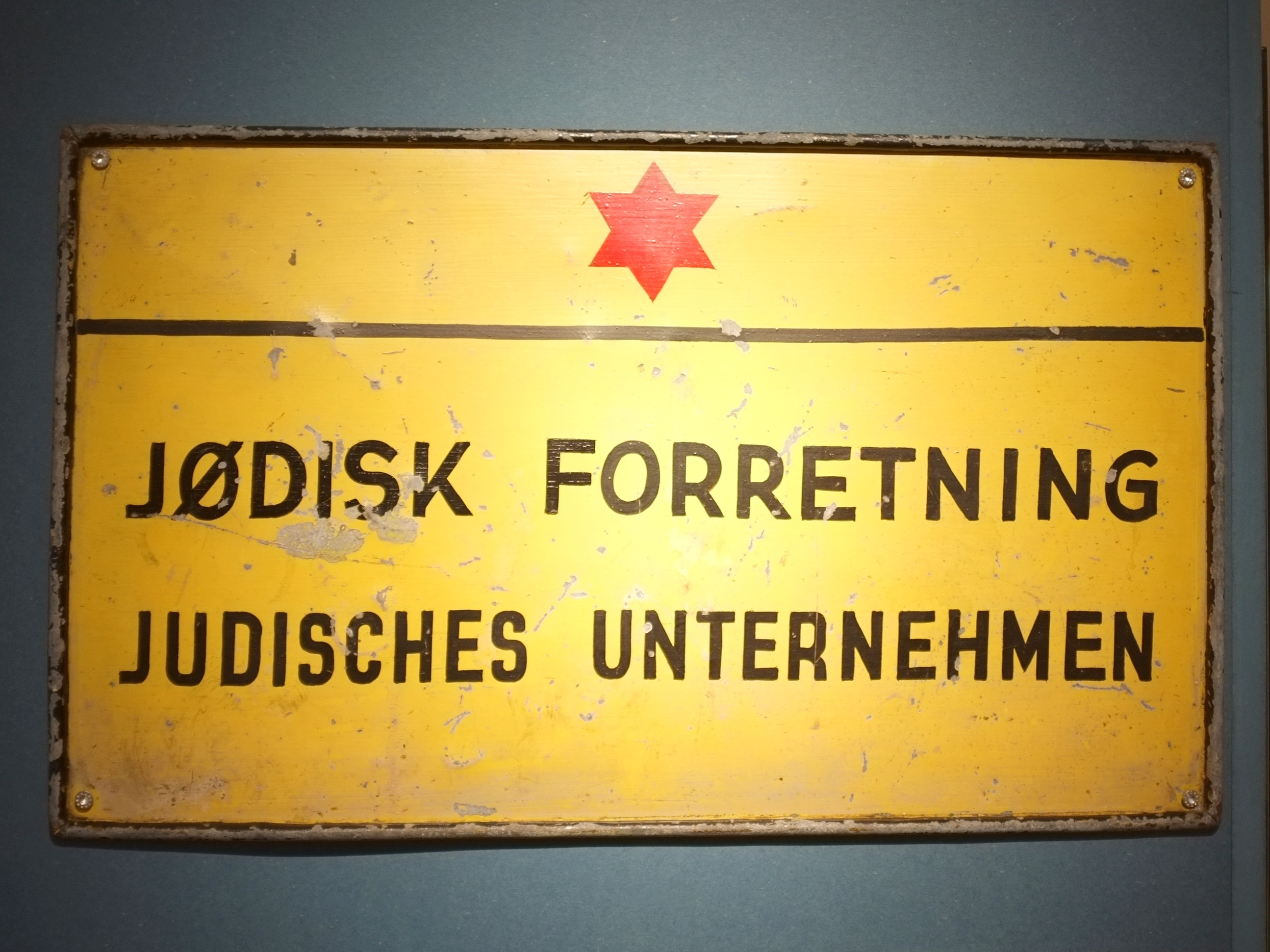
Maggio 1940, solo due mesi dopo l'inizio dell'occupazione tedesca, il comandante tedesco a Fredrikstad appese il cartello con l'avvertimento "Negozio ebraico" in norvegese e tedesco.

Il 20 dicembre 1941, il dipartimento di polizia norvegese ordinò 700 francobolli con una "J" alta 2 cm da utilizzare per timbrare le carte d'identità degli ebrei in Norvegia. Questi furono messi in uso il 10 gennaio 1942, quando gli annunci sulla stampa ordinarono a tutti gli ebrei norvegesi di presentarsi immediatamente alle stazioni di polizia locali per farsi timbrare i documenti di identità. Fu inoltre ordinato loro di compilare un modulo: ai fini di questa registrazione, un ebreo poté essere considerato tale se avesse avuto almeno tre nonni "pieni ebrei", se avesse avuto due nonni "pieni ebrei" e fosse sposato con un ebreo, se fosse un membro di una congregazione ebraica. Questa registrazione contò circa 1.400 ebrei adulti residenti in Norvegia. Le Ferrovie dello Stato norvegesi "hanno aiutato nella deportazione senza protestare", secondo Halvor Hegtun.
Nel 1942 c'erano 2.173 ebrei in Norvegia. Di questi, si stima che 1.643 fossero cittadini norvegesi, 240 cittadini stranieri e 290 apolidi. Un articolo sul sito web dell'Università del Texas ad Austin, College of Liberal Arts, afferma che Vidkun Quisling aveva pianificato "di sradicare i Sami norvegesi perché li considerava inferiori alla razza norvegese".

## Arresti e confische

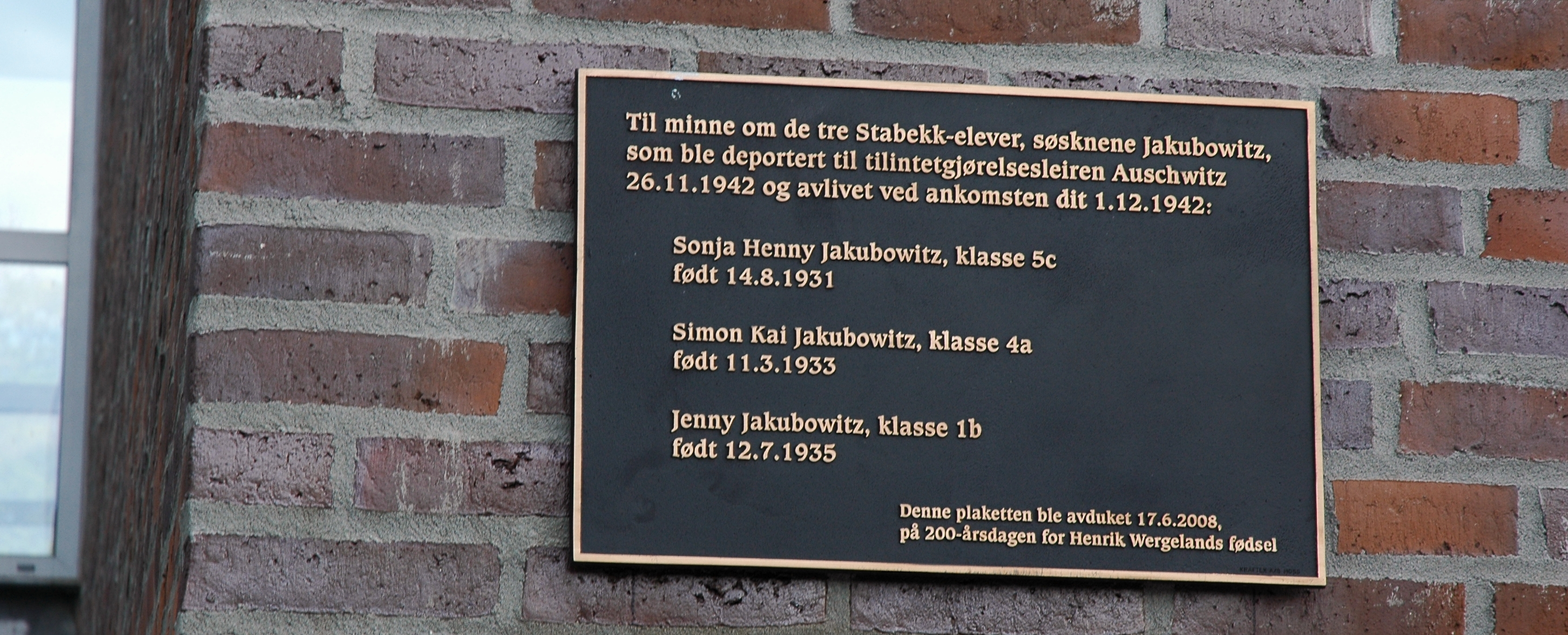
Targa commemorativa presso la scuola elementare di Stabekk, tre bambini furono portati fuori dalle loro aule e mandati ad Auschwitz

Sia i funzionari di polizia tedeschi che norvegesi intensificarono gli sforzi nel prendere di mira la popolazione ebraica nel 1941 e fu istituito il campo di concentramento di Falstad vicino a Levanger, a nord di Trondheim. Gli ebrei arrestati persero automaticamente la cittadinanza. Gli individui ebrei, e in particolare gli apolidi, furono brevemente detenuti in relazione all'andamento dell'operazione Barbarossa.
Il primo norvegese ebreo ad essere deportato fu Benjamin Bild, attivista sindacale e meccanico accusato di sabotaggio, morto poi a Gross Rosen. Moritz Rabinowitz, fu probabilmente il primo ad essere arrestato nel marzo 1941 per essersi opposto all'antisemitismo nazista sulla stampa di Haugesund. Fu mandato nel campo di concentramento di Sachsenhausen dove fu picchiato a morte il 27 dicembre 1942.
Le truppe tedesche occuparono e vandalizzarono la sinagoga di Trondheim il 21 aprile 1941, in poco tempo la chiesa metodista di Trondheim mise a disposizione le strutture temporanee per i servizi religiosi ebraici. Diversi residenti ebrei di Trondheim furono arrestati e detenuti a Falstad. Il primo di questi prigionieri fu Efraim Koritzinsky, medico e capo dell'ospedale di Trondheim. Ne seguirono molti altri; in tutto otto di questi furono fucilati nei boschi fuori dal campo che divenne il famigerato luogo di esecuzioni extragiudiziali in Norvegia. Il 24 febbraio 1942, tutte le restanti proprietà ebraiche a Trondheim furono sequestrate dalle autorità naziste.

### Istituzione del primo campo di concentramento
Il 18 giugno 1941, 13 ebrei maschi, considerati in grado di lavorare, furono arrestati a Tromsø e Narvik e successivamente imprigionati a Sydspissen (il primo campo di concentramento in Norvegia).
Nell'autunno del 1942, circa 150 ebrei fuggirono dalla Norvegia. La popolazione ebraica in Norvegia subì dei maltrattamenti mirati, ma la sensazione prevalente fu che la loro sorte fosse la stessa di tutti gli altri norvegesi: quando la brutalità del regime di Terboven venne alla luce attraverso le atrocità di Telavåg, l'applicazione della legge marziale a Trondheim nel 1942, ecc., la persecuzione contro gli ebrei in particolare divenne più marcata.
Dopo numerosi casi di molestie e violenze, il 24 e 25 ottobre 1942 le autorità di polizia norvegesi ricevettero l'ordine di arrestare tutti gli uomini ebrei di età superiore ai 15 anni e di confiscare tutte le loro proprietà. Il 26 ottobre, diversi corpi della polizia norvegese e 20 soldati delle SS tedesche radunarono e arrestarono gli uomini ebrei, spesso lasciando le loro mogli e figli per strada. Questi prigionieri furono detenuti principalmente nel campo di concentramento di Berg e nel campo di concentramento di Falstad; alcuni furono detenuti nelle carceri locali, mentre alle donne ebree fu ordinato di presentarsi di persona ai loro sceriffi locali ogni giorno.
La mattina del 26 novembre, i soldati tedeschi e più di 300 funzionari norvegesi (appartenenti a Statspolitiet, Kriminalpolitiet, Hirden e Germanische-SS) furono schierati per arrestare e detenere sia le donne che i bambini ebrei: questi furono inviati in auto e in treno al molo di Oslo dove una nave mercantile, la SS Donau, li stava aspettando per trasportarli a Stettino, e da lì verso Auschwitz.
Entro il 27 novembre, tutti gli ebrei in Norvegia (tranne uno) furono deportati e assassinati, imprigionati, fuggiti in Svezia o nascosti in Norvegia.
Circa 70 ebrei rimasero incarcerati nel campo di concentramento di Berg fino alla fine della guerra, perché sposati con "ariani".

## Deportazione e omicidio di massa
La prima deportazione in massa di ebrei dalla Norvegia avvenne il 19 novembre 1942 quando la nave Monte Rosa lasciò Oslo con 21 deportati ebrei su un totale di 223 deportati (o prigionieri) a bordo. Il piano originale era di spedire tutti gli ebrei rimasti in Norvegia su una nave mercantile, la SS Donau, il 26 novembre 1942, ma quel giorno solo 532 prigionieri salirono a bordo della SS Donau; lo stesso giorno, la MS Monte Rosa trasportò 26 ebrei da Oslo. La SS Donau arrivò a Stettino il 30 novembre. I prigionieri salirono a bordo dei treni merci alla stazione Breslauer Bahnhof, 60 in auto, e partirono da Stettino alle ore 17:12. Il viaggio in treno per Auschwitz impiegò 28 ore.
Tutti i prigionieri arrivarono vivi al campo e lì furono smistati in due file: 186 furono mandati al lavoro forzato nel sottocampo di Birkenau, i restanti 345 furono uccisi in poche ore nelle camere a gas di Auschwitz. I restanti prigionieri ebrei che erano stati in viaggio verso Oslo il 26 novembre per la partenza della SS Donau furono rallentati, forse grazie all'intervento della Croce Rossa e di alcuni ferrovieri. Questi furono imprigionati in condizioni difficili nel campo di concentramento di Bredtveit a Oslo in attesa di un successivo trasporto.
Il 24 febbraio 1943 i prigionieri di Bredtveit, insieme ad altri 25 di Grini, salirono a bordo del Gotenland a Oslo, in tutto 158. La nave partì il giorno successivo, atterrando anche a Stettino, dove arrivarono il 27 febbraio. Si recarono ad Auschwitz via Berlino, dove pernottarono nella sinagoga di Levetzowstrasse. Arrivarono ad Auschwitz nella notte tra il 2 marzo e il 3 marzo. Dei 158 che arrivarono dalla Norvegia, solo 26 o 28 sopravvissero il primo giorno, venendo inviati al sottocampo di Monowitz di Auschwitz.
Ci furono deportazioni minori e individuali dopo il viaggio della MS Gotenland. Un numero minore di prigionieri ebrei rimase nei campi in Norvegia durante la guerra, principalmente quelli che erano sposati con norvegesi non ebrei. Questi sono stati oggetto di maltrattamento e abbandono. Nel campo di Grini, ad esempio, il gruppo più duramente trattato fu costituito da criminali violenti ed ebrei.
Complessivamente, circa 767 ebrei dalla Norvegia furono deportati e inviati nei campi di concentramento tedeschi, principalmente Auschwitz: in 26 sopravvissero al calvario. Oltre ai 741 assassinati nei campi, 23 morirono a causa di esecuzioni extragiudiziali, omicidi e suicidi durante la guerra, portando quindi il totale dei morti ad almeno 764 ebrei norvegesi, di cui 230 famiglie complete.

### Persone informate dei dettagli della deportazione degli ebrei
Karl Marthinsen, capo della Statspolitiet (STAPO) scrisse in una nota del 17 novembre 1942 che il tempo disponibile fu troppo breve per adeguati preparativi da parte sua e che avrebbe dovuto avere altre settimane per completare i preparativi, cioè quanti erano i giorni mancanti fino alla data per la deportazione degli ebrei. Al contrario, Gunnar Sønsteby affermò, una sola volta nel 1970, che Sønsteby ebbe tre mesi di anticipo rispetto alla data delle deportazioni dalla Norvegia; i dubbi sulla sua affermazione includono le opinioni di storici come Tore Pryser che affermano "Secondo me, Sønsteby stava bluffando. Stava cercando di dare l'impressione di sapere più di quanto sapesse. Sønsteby è stato trattato come un oracolo, anche dalla stampa".

## Fuga in Svezia

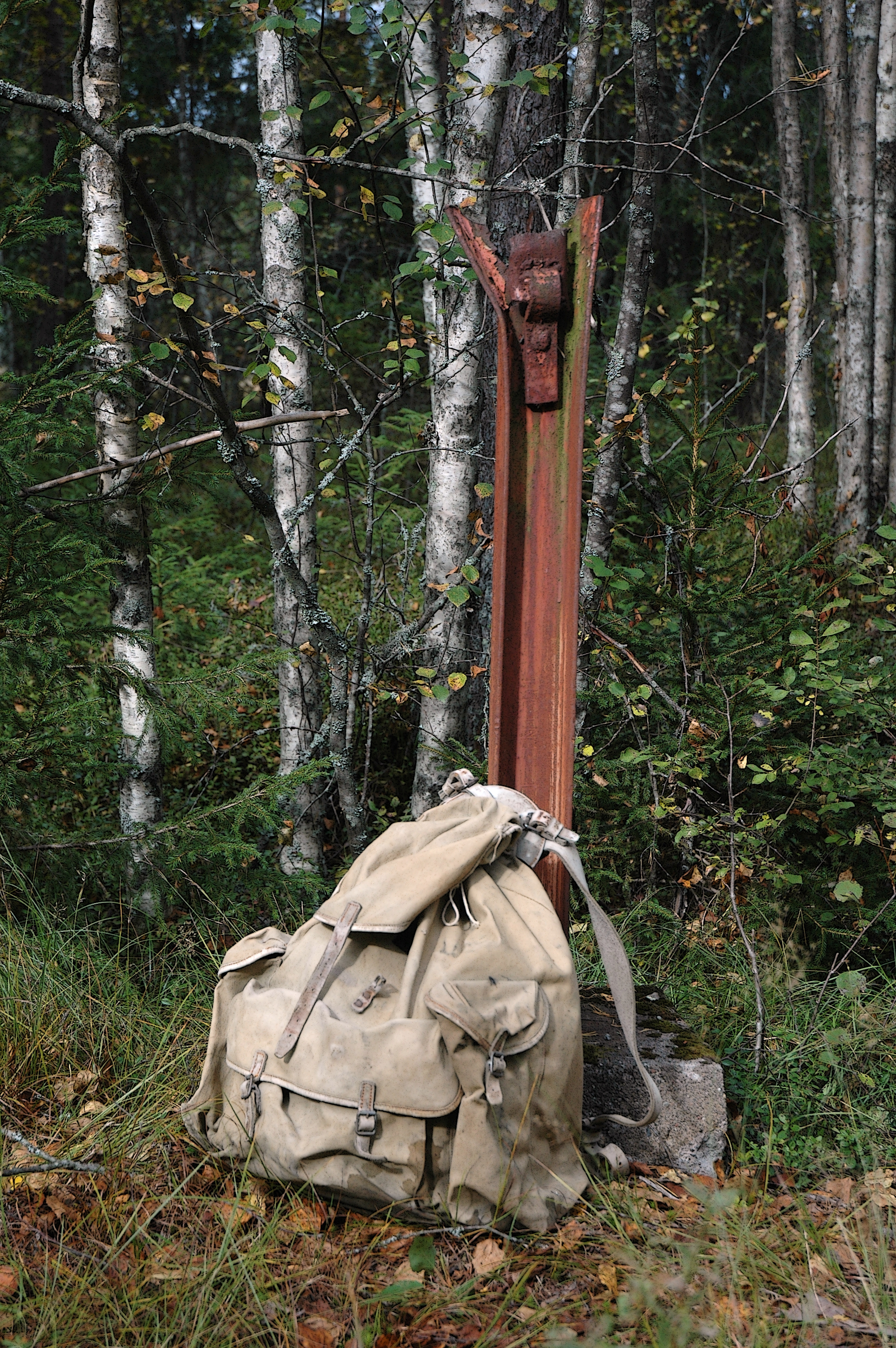
Zaino usato dai profughi ebrei, collocato presso i resti del cancello, vicino un valico di frontiera con la Svezia

All'inizio dell'occupazione, ci fu traffico tra paesi i neutrali, principalmente verso la Svezia via terra e verso il Regno Unito via mare. Anche se le autorità occupanti provarono a limitare tale traffico, la cosiddetta Ferrovia Sotterranea divenne più organizzata. Le autorità svedesi inizialmente furono disposte ad accettare solo i rifugiati politici e non contarono gli ebrei tra loro. Diversi rifugiati ebrei furono respinti al confine e alcuni furono deportati successivamente.
La rotta del Mare del Nord sarebbe diventata sempre più impegnativa man mano che le forze tedesche aumentavano la loro presenza navale lungo la costa norvegese, limitando la rotta marittima a missioni di operazioni speciali contro gli obiettivi militari tedeschi. Le rotte via terra verso la Svezia divennero il canale principale per persone e materiali che avevano bisogno di uscire dalla Norvegia per la loro sicurezza, o di entrare in Norvegia per missioni clandestine.
Furono note alcune rotte attraverso il confine, ma la maggior parte furono organizzate attraverso l'attività di tre gruppi di resistenza: Milorg ("organizzazione militare"), Sivorg ("organizzazione civile") e Komorg, il gruppo di resistenza comunista. Queste rotte furono attentamente sorvegliate, in gran parte attraverso la rete segreta. Alcuni tentativi di infiltrazione, specialmente attraverso la banda di Rinnan, la Sonderabteilung Lola, ebbero successo, ma tali falle furono rapidamente risolte.
La contraffazione dei prezzi o l'estorsione dei rifugiati, sono stati gli argomenti cardine del libro di Marte Michelet del 2018ebrei norvegesi: l'esistenza di questi fenomeni non è affatto controversa, secondo Ervin Kohn e Rolf Golombek, leader della più grande congregazione ebraica di Oslo.

### Raccomandazioni per la fuga
Esempi di ebrei a cui fu raccomandata la fuga includono le comunicazioni in uscita da parte di tedeschi antinazisti in Norvegia: Theodor Steltzer avvertì Wolfgang Geldmacher, sposato con Randi Eckhoff, sorella del membro della Resistenza "Rolf Eckhoff. Da loro, gli avvertimenti furono trasmessi a Lise Børsum, Amalie Christie, Robert Riefling, Ole Jacob Malm e altri".
A partire dagli anni '20, c'è un dibattito tra scienziati su ciò che dovrebbe essere "contato come avvertimenti" prima della deportazione degli ebrei dalla Norvegia e in relazione alle deportazioni provenienti da altri paesi.

### Denuncia di scomparsa depositata in Norvegia
Il 16 dicembre 1941, "il segretario dell'Ufficio internazionale per i rifugiati di Nansen ricevette una lettera firmata dagli ebrei apolidi Nora Lustig, Fritz Lusting e Leo Eitinger. Erano in Norvegia e scrissero che gli ebrei cechi che conoscevano erano stati deportati in un luogo sconosciuto in Polonia. Chiesero a Filseth, di denunciare la scomparsa tramite la Croce Rossa di due ebrei, imbarcati con il primo trasporto da Praga verso la Polonia".

### Arresto degli uomini ebrei, 26 ottobre 1942
L'arresto e la detenzione degli uomini ebrei il 26 ottobre 1942 fu un punto di svolta, a quel punto molti temevano le rappresaglie contro gli uomini incarcerati. Alcuni nazisti norvegesi e funzionari tedeschi consigliarono agli ebrei di lasciare il paese il più rapidamente possibile.
La sera del 25 novembre, le persone della resistenza ricevettero un preavviso di poche ore prima degli arresti e della deportazione programmati in Norvegia. Molti fecero del loro meglio per avvisare gli ebrei rimasti che non erano già detenuti, di solito facendo brevi telefonate o brevi apparizioni alla porta delle persone, questa strategia ebbe più successo a Oslo che in altre aree. Coloro che furono avvertiti ebbero solo poche ore per nascondersi e pochi giorni per trovare la via d'uscita dal paese.
Il movimento di resistenza norvegese non aveva pianificato l'eventualità che centinaia di individui dovessero fuggire in una sola notte, e fu lasciato agli individui di improvvisare un rifugio lontano dalla vista delle autorità. Molti sono stati spostati più volte in altrettanti giorni. La maggioranza dei rifugiati fu spostata in piccoli gruppi attraverso il confine, in genere con l'aiuto di taxi o camion, o in treno verso aree vicino al confine e poi a piedi, in auto, in bicicletta o con gli sci attraverso il confine. Fu un inverno particolarmente freddo e la traversata comportò notevoli disagi e incertezze. Coloro che avevano i mezzi, pagavano i loro aiutanti non ebrei per risolvere i loro problemi.
Il passaggio fu complicato dalla vigilanza della polizia che si era impegnata nella cattura di tali rifugiati e Terboven impose la pena di morte per chiunque fosse sorpreso ad aiutare i rifugiati ebrei. Solo le persone a cui su richiesta furono concessi i "permessi per la zona di confine" furono ammessi a poca distanza dal confine con la Svezia. I treni furono soggetti a regolari perquisizioni e ispezioni con continui pattugliamenti nell'area. Una traversata fallita avrebbe avuto terribili conseguenze per chiunque fosse stato catturato, come in effetti fu scoperto in seguito.
Nonostante l'attuazione di queste misure, almeno 900 rifugiati ebrei attraversarono il confine con la Svezia. Di solito passarono attraverso un centro di transito a Kjesäter, a Vingåker, e poi trovarono degli alloggi temporanei in tutta la Svezia, ma soprattutto in alcune città dove si radunavano i norvegesi, come Uppsala.

### Critiche al governo norvegese in esilio
Alcuni studiosi hanno affermato che il governo norvegese in esilio avrebbe dovuto trovare il modo di avvertire gli ebrei per spingerli a fuggire, Trygve Lie già nel giugno 1942 sapeva cosa stava succedendo agli ebrei nell'Europa continentale, mentre altri affermano "Cosa ci si potrebbe aspettare da Lie se inglesi e americani non credevano ai messaggi provenienti dalla Polonia? Anche in Norvegia c'era stata difficoltà a credere che fossero avvenuti fatti raccapriccianti".
Alcuni hanno affermato che Milorg fece troppo poco per gli ebrei, mentre altri affermano che "La grande operazione di salvataggio nota come Trasporto Carl Fredriksens fu il risultato degli ordini del tilbaketrukket leader di Milorg, Ole Berg, e successivamente finanziata da Sivorg".
Nel 2014, Jahn Otto Johansen ha affermato che "il governo norvegese in esilio a Londra e la leadership di Milorg, così come gran parte della società norvegese, non si preoccuparono degli ebrei. C'è accordo su questo tra gli storici seriøse. Posso fare riferimento al libro di Samuel Abrahamsen in merito alla risposta della Norvegia all'Olocausto. Ho collaborato strettamente con "lui" e ho scoperto in quanti hanno lavorato contro il suo progetto perché il presunto atteggiamento positivo nei confronti degli ebrei del governo norvegese a Londra, Milorg e la società norvegese, non doveva essere messo in dubbio". C'era antisemitismo nei gruppi della resistenza in Norvegia, secondo il libro del 2020 di Elise Barring Berggren e gli storici Bjarte Bruland e Mats Tangestuen.

## Responsabilità penale e responsabilità morale

### Procedimento penale

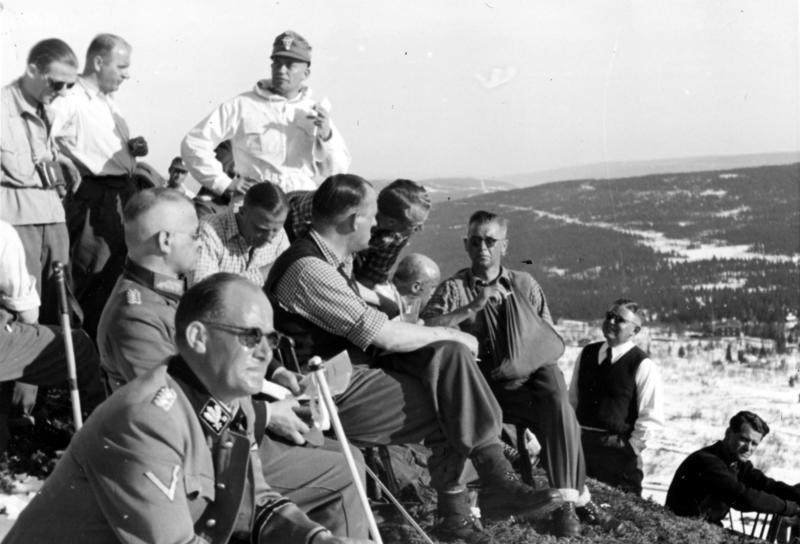
Terboven, Rediess e altri ufficiali delle SS durante un'escursione a Skeikampen nell'aprile 1942

Sebbene sia il partito nazista norvegese Nasjonal Samling che l'establishment nazista tedesco avessero una piattaforma politica che richiedeva la persecuzione e, in definitiva, il genocidio degli ebrei europei, l'arresto e la deportazione degli ebrei in Norvegia nelle mani dei funzionari del campo accesero le azioni di diversi individui e gruppi specifici.
La rivalità in corso tra il Reichskommissar Josef Terboven e il ministro Vidkun Quisling potrebbe aver avuto un ruolo preciso, poiché a entrambi furono probabilmente presentate le direttive della Conferenza di Wannsee nel gennaio 1942. La politica tedesca fu quella di utilizzare la polizia norvegese come copertura per l'attuazione in Norvegia del piano della conferenza, i cui ordini furono emessi lungo due catene di comando: da Adolf Eichmann attraverso l'RSHA e Heinrich Fehlis a Hellmuth Reinhard, il capo della Gestapo in Norvegia; e da Quisling attraverso il "Ministro della Giustizia" Sverre Riisnæs e il "Ministro della polizia" Jonas Lie fino a Karl Marthinsen, il capo della polizia di stato norvegese.
La documentazione esistente del periodo suggerisce che le autorità naziste, e in particolare l'amministrazione Quisling, furono riluttanti ad avviare quelle azioni che avrebbero potuto causare un'opposizione diffusa tra la popolazione norvegese. Quisling tentò senza successo di conquistare i sindacati degli insegnanti, il clero norvegese, lo sport e gli artisti. Eichmann diede priorità allo sterminio degli ebrei in Norvegia, poiché il numero di persone era esiguo e persino Nasjonal Samling aveva affermato che il "problema ebraico" in Norvegia fosse di poco conto. La confisca delle proprietà ebraiche, l'arresto degli uomini ebrei, le continue molestie e gli omicidi furono, fino alla fine del novembre 1942, parte dell'approccio di Terboven per terrorizzare la popolazione norvegese fino alla sottomissione.
Le prove suggeriscono che Hellmuth Reinhard abbia preso l'iniziativa del porre fine a tutti gli ebrei in Norvegia: ciò potrebbe essere stato motivato dalla sua stessa ambizione, ed è possibile che sia stato incoraggiato dalla mancanza di indignazione per le misure prese contro gli ebrei.
Secondo il processo celebrato a Baden-Baden nel 1964, Reinhard fece in modo che la SS Donau mettesse da parte la capacità di trasporto di prigionieri il 26 novembre e ordinò a Karl Marthinsen di mobilitare le forze norvegesi necessarie per effettuare il transito dalla Norvegia. In una curiosa nota a margine di tutto ciò, inviò anche una macchina da scrivere sulla SS Donau per registrare correttamente tutti i prigionieri, e insistette affinché gli fosse restituita durante il viaggio di ritorno.
Il capo della polizia locale norvegese di Oslo, Knut Rød, fornì il comando sul campo degli agenti di polizia norvegesi per l'arresto di donne e bambini e il loro trasporto, nonché gli uomini che erano già stati detenuti nel porto di Oslo e consegnati alle SS.
Eichmann non fu informato del trasporto fino a quando la SS Donau non ebbe lasciato il porto, diretta verso Stettino e tuttavia, fu in grado di organizzare la presenza dei vagoni merci per il trasporto ad Auschwitz.
Dei coinvolti in questa organizzazione:
- Terboven si suicidò prima di essere catturato alla fine della guerra;
- Quisling fu condannato per tradimento e giustiziato;
- Jonas Lie è morto, a quanto pare per un attacco di cuore prima della sua cattura;
- Sverre Riisnæs si finse pazzo o impazzì e fu messo in custodia cautelare;
- Marthinsen fu assassinato dalla resistenza norvegese nel febbraio 1945;
- Heinrich Fehlis si suicidò prima prendendo del veleno e poi sparandosi nel maggio 1945.

Alla fine, solo in due furono processati:
- Hellmuth Reinhard lasciò la Norvegia nel gennaio 1945 senza alcun indizio su dove si trovasse. Si pensò che fosse morto e a sua moglie fu rilasciato un certificato di morte in modo che potesse risposarsi. In seguito si scoprì che aveva cambiato nome in Hellmuth Patzschke e si era effettivamente risposato con la sua "vedova", stabilendosi come editore a Baden-Baden. La sua vera identità fu scoperta nel 1964 e fu quindi processato. Nonostante le prove schiaccianti sulla sua colpevolezza per la deportazione degli ebrei dalla Norvegia e la sua complicità nella loro morte, fu assolto perché il termine di prescrizione era già scaduto. Fu condannato a cinque anni per la sua partecipazione all'operazione Blumenpflücken.
- Knut Rød fu processato nel 1948, assolto da tutte le accuse, riuscì a essere reintegrato come agente di polizia e si ritirò nel 1965. L'assoluzione di Rød rimane controversa ancora oggi, è stata definita "il processo penale più anomalo dei procedimenti legali dopo seconda guerra mondiale".[35][36]
- Un altro processo controverso è stato quello tenuto contro i membri della resistenza Peder Pedersen e Håkon Løvestad, che hanno confessato di aver ucciso un'anziana coppia ebrea e di aver rubato i loro soldi. La giuria ha ritenuto che l'omicidio fosse giustificato, ma ha condannato i due per appropriazione indebita. Questa divenne anche una questione controversa nota come il caso Feldmann.

La colpevolezza morale tra gli agenti di polizia e gli informatori norvegesi è oggetto di continue ricerche e dibattiti. Sebbene la persecuzione e l'omicidio degli ebrei siano stati sollevati come un fattore chiave in diversi processi, incluso quello contro Quisling, gli studiosi di diritto concordano sul fatto che in nessun caso è stato un fattore decisivo o addirittura importante nella condanna di queste persone.

### Responsabilità morale

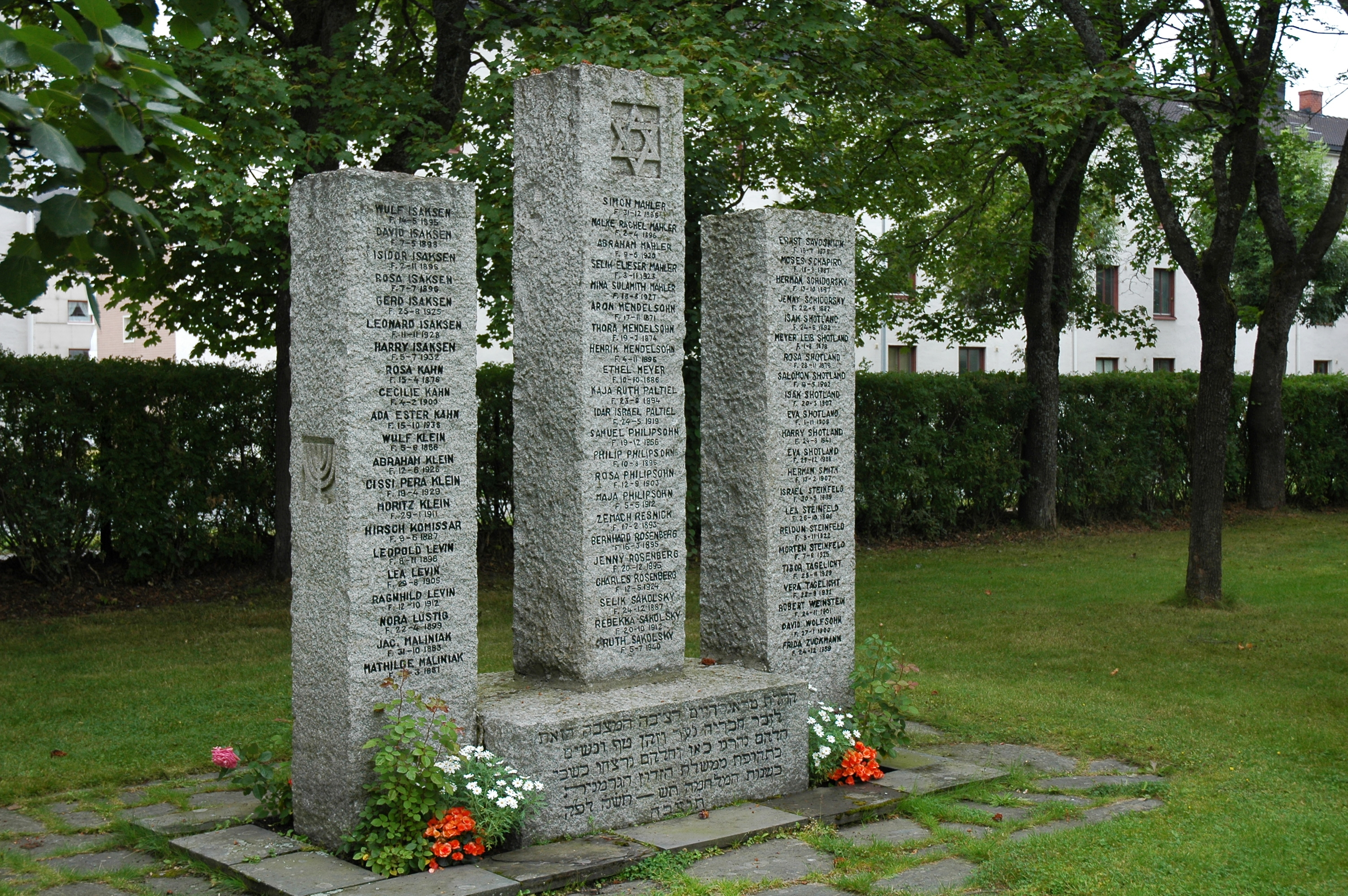
Memoriale dell'Olocausto al cimitero ebraico di Lademoen a Trondheim

Al di là delle azioni criminali dei singoli individui in Norvegia che hanno portato alla deportazione e all'omicidio degli ebrei dalla Norvegia, e in effetti anche di non ebrei che sono stati perseguitati con pretesti politici, religiosi o di altro tipo, c'è stato un considerevole dibattito pubblico in Norvegia sulla morale pubblica che ha permesso che questi crimini si svolgessero e anzi non ha impedito che si verificassero.

### Confronto tra Danimarca e Norvegia
La situazione in Danimarca era molto diversa dalla Norvegia. Molti meno ebrei danesi furono arrestati e deportati e coloro che furono deportati furono inviati a Theresienstadt, piuttosto che ad Auschwitz, dove sopravvisse una percentuale relativamente ampia.
Diversi fattori sono stati sottolineati per queste differenze:
- In Danimarca, il diplomatico tedesco Georg Ferdinand Duckwitz fece trapelare i piani per l'arresto e la deportazione a Hans Hedtoft diversi giorni prima che il piano fosse messo in atto;
- I termini di occupazione in Danimarca diedero ai politici danesi una maggiore autonomia sugli affari interni in Danimarca, e in particolare l'autorità di comando sulle forze di polizia danesi. Di conseguenza, le autorità di occupazione tedesche hanno dovuto fare affidamento sulla polizia e sull'esercito tedeschi per eseguire gli arresti: quando intervenne la polizia danese, fu per salvare gli ebrei dai tedeschi. Poiché i norvegesi resistettero più attivamente ai tedeschi, il paese non poté godere della stessa autonomia civile dei danesi durante l'occupazione;
- L'opinione popolare danese fu maggiormente contraria all'occupazione nazista e fu ancor più incoraggiata a prendersi cura dei suoi concittadini ebrei. Era noto che i danesi non ebrei scendevano in strada per scovare gli ebrei che avevano bisogno di un riparo e per cercare nelle foreste gli ebrei che si erano nascosti lì per aiutarli;
- L'arresto degli ebrei norvegesi avvenne circa un anno prima degli arresti in Danimarca, e anche prima della vittoria sovietica a Stalingrado, che cambiò la posizione della vicina Svezia dall'essere favorevole ai tedeschi a propendere per gli Alleati. Poiché ci furono contatti considerevoli tra la resistenza in Danimarca e in Norvegia attraverso la Svezia neutrale, ciò significò che i danesi sapevano a quale destino erano destinati gli ebrei danesi. Il fatto che la Svezia cambiò atteggiamento politico per propendere verso gli Alleati significò anche l'apertura ai rifugiati ebrei, cosa che non si era verificata in precedenza.

### Questioni di responsabilità morale
Il governo norvegese in esilio entrò a far parte degli Alleati dopo l'invasione del 9 aprile 1940. Sebbene il contributo più significativo dello sforzo bellico alleato si verificò attraverso la flotta mercantile nota come Nortraship, furono preparate un certo numero di forze militari norvegesi e divennero parte delle forze armate norvegesi in esilio. Di conseguenza, il governo norvegese è stato regolarmente informato sull'intelligence alleata relativa alle atrocità commesse dalle forze tedesche nell'Europa orientale e nei Paesi Bassi occupati, in Francia, ecc.
Inoltre, il governo norvegese ricevette regolari informazioni dal fronte interno norvegese, compresi i resoconti dei soldati delle SS stilati di prima mano dei massacri degli ebrei avvenuti in Polonia, Ucraina, ecc.
In effetti, sia i giornali della resistenza clandestina in Norvegia che la stampa norvegese all'estero pubblicarono le notizie sugli omicidi di massa degli ebrei tra la fine dell'estate e l'autunno del 1942. Ci sono, tuttavia, poche prove che il fronte interno norvegese o il governo norvegese stesso si aspettasse che gli ebrei in Norvegia sarebbero stati un bersaglio del genocidio che si stava svolgendo nel continente europeo.
Il 1º dicembre 1942, il ministro degli Esteri norvegese Trygve Lie inviò una lettera alla sezione britannica del World Jewish Congress dove si affermava che:
Sebbene la resistenza norvegese nell'autunno del 1942 avesse imbastito una rete sofisticata per trasmettere e diffondere le notizie urgenti tra la popolazione che portò a risultati molto efficaci, non furono emesse notifiche di questo tipo per salvare gli ebrei. I gruppi di resistenza, tra cui Milorg, furono parzialmente tracciati nel 1942 e le esecuzioni dei loro stessi membri sono alcuni degli eventi che apparentemente eclissarono l'argomento riguardo ai segnali di un imminente rastrellamento degli ebrei.
L'establishment religioso protestante in Norvegia manifestò la propria opposizione: in una lettera a Vidkun Quisling del 10 novembre 1942, letta nelle chiese norvegesi per due domeniche consecutive, i vescovi della Chiesa di Norvegia, l'amministrazione dei seminari teologici, i leader di diverse importanti organizzazioni religiose e i leader delle organizzazioni protestanti non luterane, protestarono per le azioni messe in atto contro gli ebrei, chiedendo a Quisling "nel nome di Gesù Cristo" di "fermare la persecuzione degli ebrei e fermare il bigottismo che attraverso la stampa si è diffuso in tutta la nostra terra».
La discriminazione, la persecuzione e la deportazione degli ebrei fu resa possibile dalla cooperazione delle agenzie norvegesi che non furono del tutto cooptate da Nasjonal Samling o dalle potenze occupanti tedesche. Oltre alla polizia e agli sceriffi locali, che hanno attuato le direttive della Statspolitiet, i taxi aiutarono a trasportare i prigionieri ebrei al punto di deportazione e hanno persino citato in giudizio il governo norvegese dopo la guerra per i mancati compensi per tali servizi.
Gli ebrei in Norvegia furono individuati per la persecuzione anche prima del 26 ottobre 1942. Furono i primi a subire la confisca delle radio, furono costretti a registrarsi e a farsi stampare i documenti di identità e furono banditi dall'esercizio di alcune professioni. Tuttavia, non fu ampiamente considerato che ciò si sarebbe esteso alla deportazione e all'omicidio. Fu solo la notte del 26 novembre che il movimento di resistenza fu mobilitato per salvare gli ebrei dalla deportazione. Ci è voluto del tempo prima che la rete fosse pienamente impegnata e fino ad allora i rifugiati ebrei hanno dovuto improvvisare da soli e fare affidamento sui conoscenti per evitare la cattura.
Nel giro di poche settimane le organizzazioni del fronte interno norvegese (tra cui Milorg e Sivorg) trovarono i mezzi necessari per spostare un numero relativamente elevato di rifugiati fuori dalla Norvegia e finanziarono anche queste fughe quando necessario.

## Il ruolo delle Ferrovie statali
Bjørn Westlie afferma che "le Ferrovie dello Stato Norvegesi (NSB) norvegesi trasportarono gli ebrei verso il porto di Oslo [...] i dipendenti dell'NSB non sapevano quale destino attendesse gli ebrei. Naturalmente capirono che gli ebrei sarebbero stati spediti fuori dal paese con la forza, perché il treno fu diretto al porto di Oslo". Inoltre, Westlie sottolinea "i dilemmi dei dipendenti dell'NSB si verificarono quando la leadership dell'NSB collaborò con i tedeschi".
Più tardi Westlie disse dello sterminio degli ebrei norvegesi:"Cos'altro se non corresponsabile era l'NSB? Per me, l'uso dei prigionieri di guerra da parte dell'NSB e questa deportazione degli ebrei devono essere visti come una cosa sola: vale a dire, che l'NSB divenne così un'agenzia che partecipò alla guerra di Hitler con le violenze contro questi due gruppi, che erano i principali nemici del nazismo. Il fatto che i leader dell'NSB abbiano ricevuto i riconoscimenti dopo la guerra, conferma il desiderio dell'NSB e degli altri di nascondere l'accaduto". Non ci sono state indagini sulle agenzie dopo la guerra. Tuttavia, l'ex capo Vik non dové essere perseguito se "non avesse più lavorato per l'NSB".

## Reazioni

### Prima delle deportazioni
Almeno un sogneprest norvegese, l'equivalente di un parroco, membro della resistenza, non evitò di pregare per gli ebrei durante i sermoni, secondo un rapporto inviato al governo di occupazione nazista da un membro di Nasjonal Samling; il sacerdote fu arrestato dalla Gestapo nell'aprile del 1942, mandato nel campo di concentramento di Grini, rimosso dalla carica e bandito dalla contea di Oppland.
A novembre, cioè prima dell'inizio delle deportazioni, la dirigenza temporanea della Chiesa di Norvegia, inviò la lettera di protesta Hebreer-brevet.

### Dopo l'inizio delle deportazioni
Il governo svedese in tempo di guerra affrontò, o "si voltò verso" il ministero degli Esteri della Germania nazista, dopo che i tedeschi avevano mandato gli ebrei norvegesi direttamente a morire in Polonia.

### Reazioni del dopoguerra

#### Il rifiuto del governo norvegese del dopoguerra
Secondo lo storico Kjersti Dybvig:"[...] Quando gli autobus bianchi viaggiarono verso il sud dalla Scandinavia per prendere i prigionieri sopravvissuti, gli ebrei non potevano salire a bordo perché non erano più considerati cittadini norvegesi e il governo dopo l'8 maggio 1945 rifiutò di finanziare il loro trasporto di ritorno verso casa".

#### Annuncio del 30 maggio 1945
Un annuncio del 30 maggio 1945 a Dagbladet, firmato da 5 ebrei sopravvissuti al campo di concentramento di Auschwitz, seguito dalla loro "marcia della morte" verso il campo di concentramento di Buchenwald, ringraziò gli studenti norvegesi anch'essi imprigionati nel campo di concentramento:"[... ] Possiamo affermare senza esagerare che questi veri compagni, mettendo a rischio la propria vita, ci hanno aiutato affinché noi oggi possiamo di nuovo essere persone libere in Norvegia".

### Reazione alla confisca dei beni ebraici
Il 27 maggio 1995, Bjørn Westlie ha pubblicato un articolo sul quotidiano Dagens Næringsliv, che ha evidenziato la perdita finanziaria non compensata subita dalla comunità ebraica norvegese a seguito della persecuzione nazista durante la guerra. Ciò ha portato all'attenzione del pubblico il fatto che gran parte, se non la maggior parte, dei beni confiscati ai proprietari ebrei durante la guerra, furono restituiti in modo inadeguato a loro e ai loro discendenti, anche nei casi in cui il governo norvegese o i privati avevano beneficiato della confisca dopo la guerra.

#### Commissione di Skarpnes
In risposta a questo dibattito, il 29 marzo 1996 il Ministero della Giustizia norvegese nominò una commissione per indagare su come furono utilizzati i beni ebraici durante la guerra. La commissione fu composta dal governatore della contea di Vest Agder, Oluf Skarpnes come presidente, dal professore di diritto Thor Falkanger, dal professore di storia Ole Kristian Grimnes, dal giudice del tribunale distrettuale Guri Sunde, dal direttore dei servizi archivistici nazionali della Norvegia, dallo psicologo Berit Reisel e dal Candidatus philologiae Bjarte Bruland. Il consulente Torfinn Vollan fungeva da segretario della commissione. Tra i membri della commissione, il dottor Reisel e il signor Bruland furono nominati dalla comunità ebraica norvegese. Anne Hals si è dimessa dalla commissione all'inizio del processo e Eli Fure della stessa istituzione fu nominata al suo posto.
La commissione lavorò per un anno, ma apparve evidente da subito che vi erano punti di vista divergenti nelle premesse per l'analisi del gruppo e il 23 giugno 1997 consegnò un rapporto diviso al Ministero della Giustizia:
- La maggioranza concentrò i suoi sforzi per arrivare a un resoconto accurato dei beni persi durante la guerra utilizzando ipotesi e informazioni convenzionali disponibili nei registri. Si stima che le perdite scoperte fossero per 108 milioni di corone norvegesi, in base al valore del maggio 1997, circa 15 milioni di dollari.[54]
- La minoranza, composta da Reisel e Bruland, cercò una comprensione più approfondita della sequenza storica degli eventi intorno alla perdita dei singoli beni, nonché dell'effetto sia previsto che effettivo della confisca e degli eventi successivi, indipendentemente dal fatto che i proprietari fossero stati deportati, uccisi o che riuscirono a fuggire. Scoprì perdite stimate in 330 milioni di corone.[55]

Dopo un ampio dibattito sui media, il governo accettò i risultati del rapporto di minoranza e avviò la compensazione finanziaria, scusandosi pubblicamente.

#### Proposta del governo
Il 15 maggio 1998, il primo ministro norvegese, Kjell Magne Bondevik, ha proposto un risarcimento di 450 milioni di corone, a copertura sia della restituzione "collettiva" che "individuale". L'11 marzo 1999, lo Stortinget ha votato per accettare la proposta.
La parte collettiva, per un totale di 250 milioni di corone, fu divisa in tre parti:
- Fondi per sostenere la comunità ebraica in Norvegia, per 150 milioni di corone;
- Sostegno allo sviluppo, al di fuori della Norvegia, delle tradizioni e della cultura che i nazisti vollero sterminare, distribuito da una fondazione in cui i membri del comitato esecutivo devono essere nominati uno ciascuno dal governo norvegese, dal parlamento norvegese, dalla comunità ebraica in Norvegia, il Congresso Ebraico Mondiale e l'Organizzazione Mondiale per la Restituzione Ebraica: a Elie Wiesel è stato suggerito di guidare il comitato esecutivo, per 60 milioni di corone;
- La formazione di un museo nazionale per la tolleranza, istituito come Centro norvegese per gli studi sull'Olocausto e le minoranze religiose, per 40 milioni di corone.

La parte individuale fu stimata in non più di 200 milioni di corone, a titolo di risarcimento per gli individui e i loro sopravvissuti, con un massimo di 200.000 corone ciascuno. Entro il 30 novembre 1999, l'ultima data in cui le persone poterono richiedere un risarcimento, 980 persone avevano ricevuto 200.000 corone (circa 26.000 dollari) ciascuno, per un totale di 196 milioni di corone (circa 25 milioni di dollari).

#### Valutazione della perdita finanziaria
Le autorità naziste confiscarono tutta la proprietà ebraica con una manovra amministrativa. Ciò incluse le proprietà commerciali come negozi al dettaglio, fabbriche, officine, ecc.; e anche le proprietà personali come residenze, conti bancari, automobili, e titoli che poterono trovare. I gioielli e gli altri oggetti di valore personali venivano solitamente presi dai funzionari tedeschi come "contributi volontari allo sforzo bellico tedesco". In più, i professionisti ebrei erano in genere privati di qualsiasi diritto legale all'esercizio della loro professione: gli avvocati furono radiati dall'albo, i medici e i dentisti persero la licenza, gli artigiani furono esclusi dalle loro associazioni di categoria. I datori di lavoro furono costretti a licenziare tutti i dipendenti ebrei. In molti casi, i proprietari ebrei furono costretti a continuare a lavorare nelle loro attività confiscate a beneficio dei "nuovi proprietari".
I beni venivano spesso venduti a prezzi di svendita o assegnati ai nazisti, tedeschi o loro simpatizzanti, per un prezzo simbolico.
L'amministrazione di questi beni fu seguita da un "Organismo di liquidazione per i beni ebraici confiscati" che ha contabilizzato i beni man mano che venivano sequestrati: a tal fine, il consiglio ha continuato a trattare ogni patrimonio come una persona giuridica fallimentare, addebitandone le spese anche dopo che i beni fossero stati ceduti.
Di conseguenza, vi era una significativa discrepanza tra il valore dei beni per i legittimi proprietari e il valore valutato dalle autorità di confisca. Ciò è stato ulteriormente complicato dalla metodologia utilizzata dal legittimo governo norvegese dopo la guerra. Al fine di restituire i beni confiscati ai loro proprietari, il governo fu guidato dalla volontà di alleviare l'impatto economico sull'economia riducendo le compensazioni per avvicinare il senso di equità e finanziare la ricostruzione dell'economia del paese: il valore stimato fu così ridotto dalle pratiche di liquidazione dei nazisti e fu ulteriormente ridotto dallo sconto applicato a seguito della politica governativa del dopoguerra.
La legge sulla successione norvegese impone una tassa sull'eredità trasferita dal defunto ai suoi eredi, a seconda del rapporto tra le due parti. Questa tassa fu aggravata ad ogni passaggio di eredità: dato che non furono emessi i certificati di morte per gli ebrei assassinati nei campi di concentramento tedeschi, i defunti furono elencati come dispersi e i loro beni furono tenuti in successione in attesa di una dichiarazione di morte, addebitati delle spese amministrative.
Nel momento in cui tutti questi fattori ebbero il loro effetto sulla valutazione dei beni confiscati, era rimasto ben poco. Complessivamente, 7.800.000 corone furono assegnate agli eredi delle proprietà ebraiche confiscate dai nazisti. Questo valore fu inferiore alle tasse amministrative addebitate dalle agenzie governative per la successione e non incluse i beni sequestrati dal governo che appartenevano a cittadini non norvegesi e quello di cittadini che non hanno lasciato eredi legali. Quest'ultima categoria fu particolare, poiché 230 intere famiglie ebraiche furono uccise durante il corso dell'Olocausto.

## Eredità

### Educazione e memoria
Dal 2002, anche la Norvegia commemora la Giornata internazionale della memoria dell'Olocausto il 27 gennaio. Nel 2003 la Norvegia è diventata membro dell'International Holocaust Remembrance Alliance (IHRA) e ne ha ricoperto il ruolo di presidente nel 2009.

### Monumenti

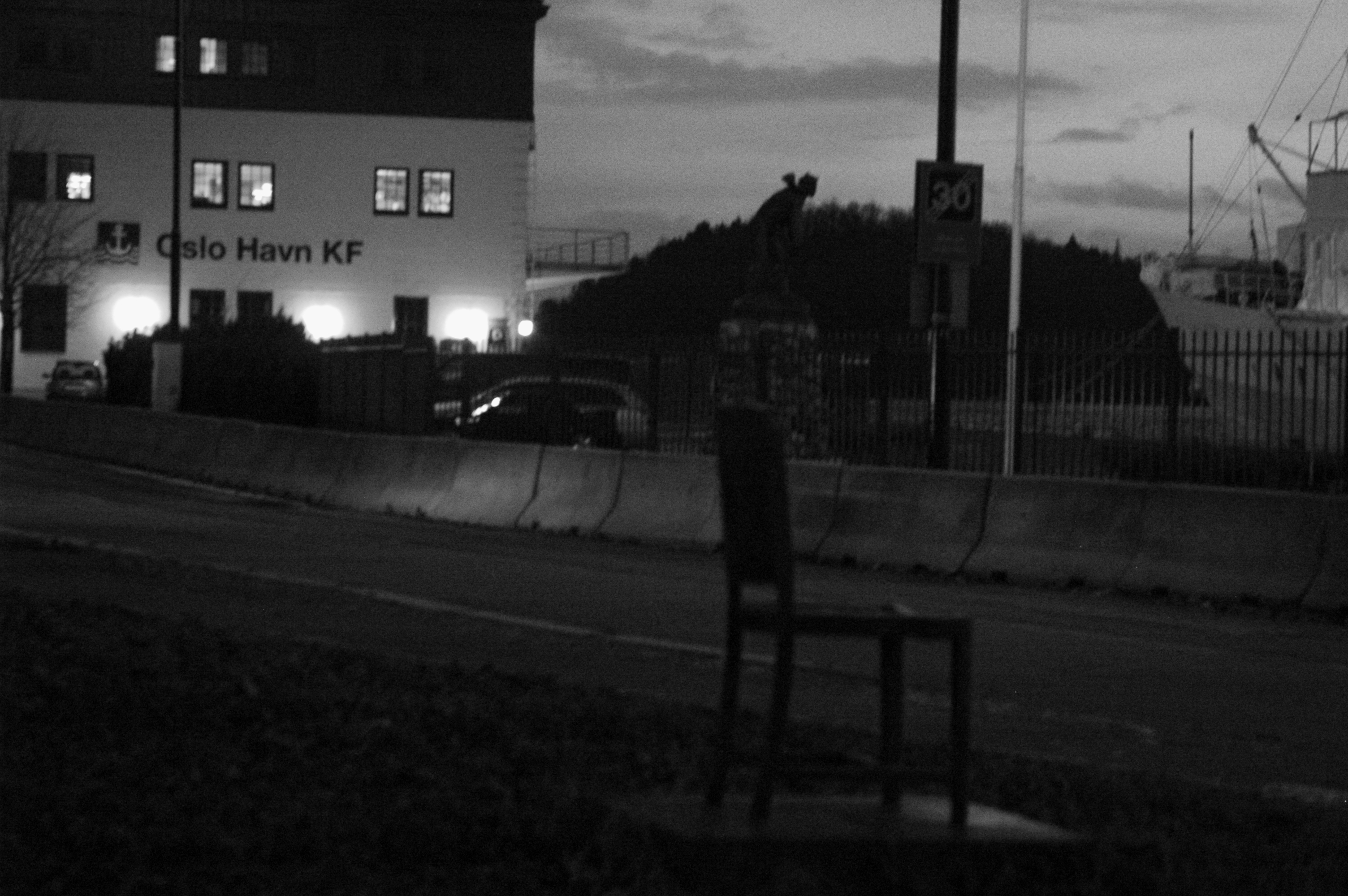
Veduta del molo di Oslo dove sono avvenute le deportazioni. Il memoriale dell'Olocausto in primo piano, è stato inaugurato nel 2012.

Due bambini rifugiati di Bratislava, che vivevano a Nesjestranda e deportati dalla Norvegia, furono commemorati il 14 settembre 1946 in un monolito minnestein in loro onore, vicino alla chiesa di Veøy.
Un altro monumento legato all'Olocausto in Norvegia fu eretto a Trondheim nel 1947. Altri monumenti furono posizionati in seguito: ad Haugesund un monumento per commemorare Moritz Rabinowitz, fu costruito presso il molo di Oslo da cui salpava la SS Donau; a Falstad, a Kristiansund, a Trondheim (oltre Cissi Klein). Alcune pietre d'inciampo furono collocate lungo molte strade norvegesi fuori dagli appartamenti in cui vivevano le vittime dell'Olocausto prima della deportazione.
Site of Remembrance è un memoriale dell'Olocausto costituito da due sedie vuote e creato da Antony Gormle, esistente ad Akershuskaia a Oslo.
Anche il parco Dette er et fint sted ("Questo è un bel posto") di Oslo ha un monumento dedicato all'Olocausto.

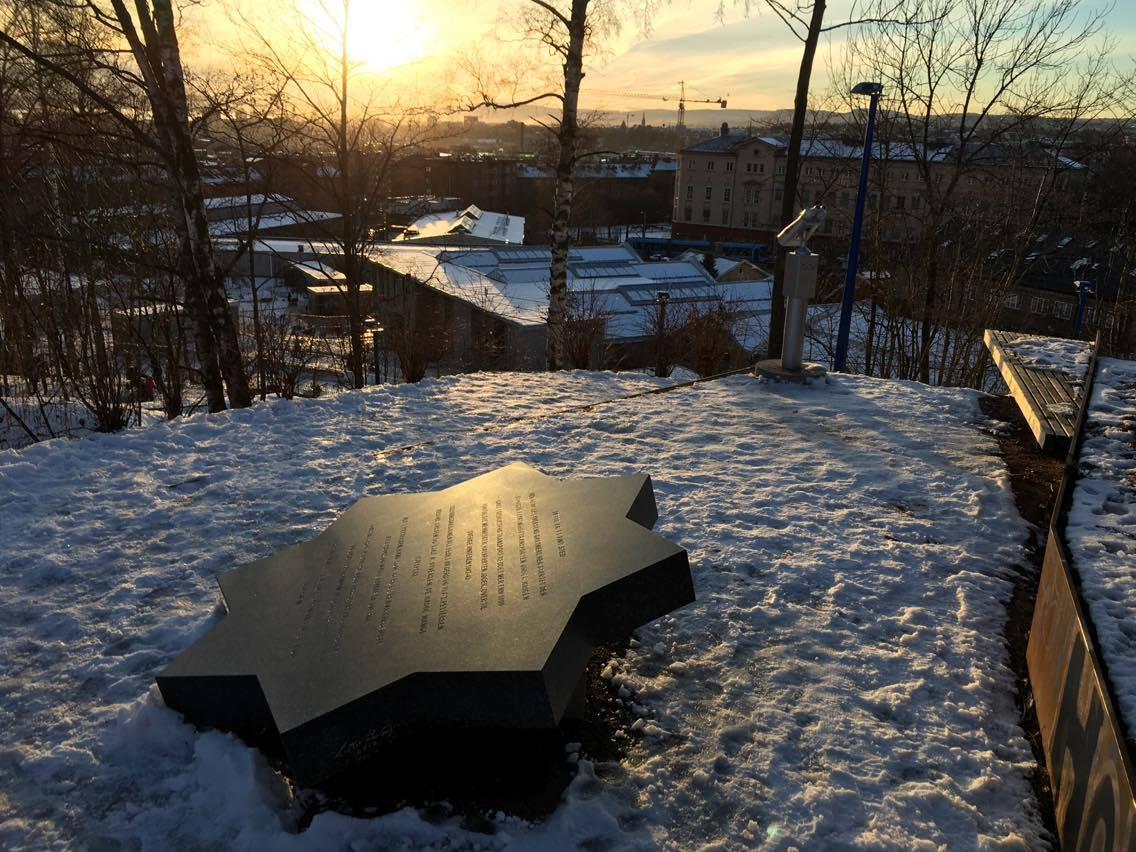
Il parco Dette er et fint sted a Oslo, ha un monumento dedicato all'Olocausto.

### Scuse ufficiali
Nel 2012, nella Giornata internazionale della memoria dell'Olocausto, il primo ministro norvegese Jens Stoltenberg ha rilasciato delle scuse ufficiali per il ruolo svolto dai norvegesi durante le deportazioni. Stoltenberg pronunciò il suo discorso al molo di Oslo, dove 532 ebrei salirono a bordo della nave mercantile SS Donau il 26 novembre 1942, diretti verso i campi nazisti. Stoltenberg dichiarò:
Più o meno nello stesso periodo, il commissario della polizia nazionale Odd Reidar Humlegård dichiarò a Dagsavisen che "desidero esprimere rammarico, a nome della polizia norvegese e di coloro che hanno partecipato alla deportazione degli ebrei norvegesi nei campi di concentramento".
Nel 2015, il capo delle pubbliche relazioni delle Ferrovie dello Stato norvegesi, Åge-Christoffer Lundeby, dichiarò: "Il trasporto degli ebrei che dovevano essere deportati e l'uso dei prigionieri di guerra sulla Nordland Line è un capitolo oscuro della storia dell'NSB".
Nel 2021, i media hanno affermato che "Cinquant'anni dopo che la Chiesa cattolica si è pentita per aver diffuso l'odio verso gli ebrei, ora si potrebbero avere le scuse ufficiali [...] da parte della Chiesa di Norvegia".

## Nella cultura di massa: letteratura, cinema e arti visive

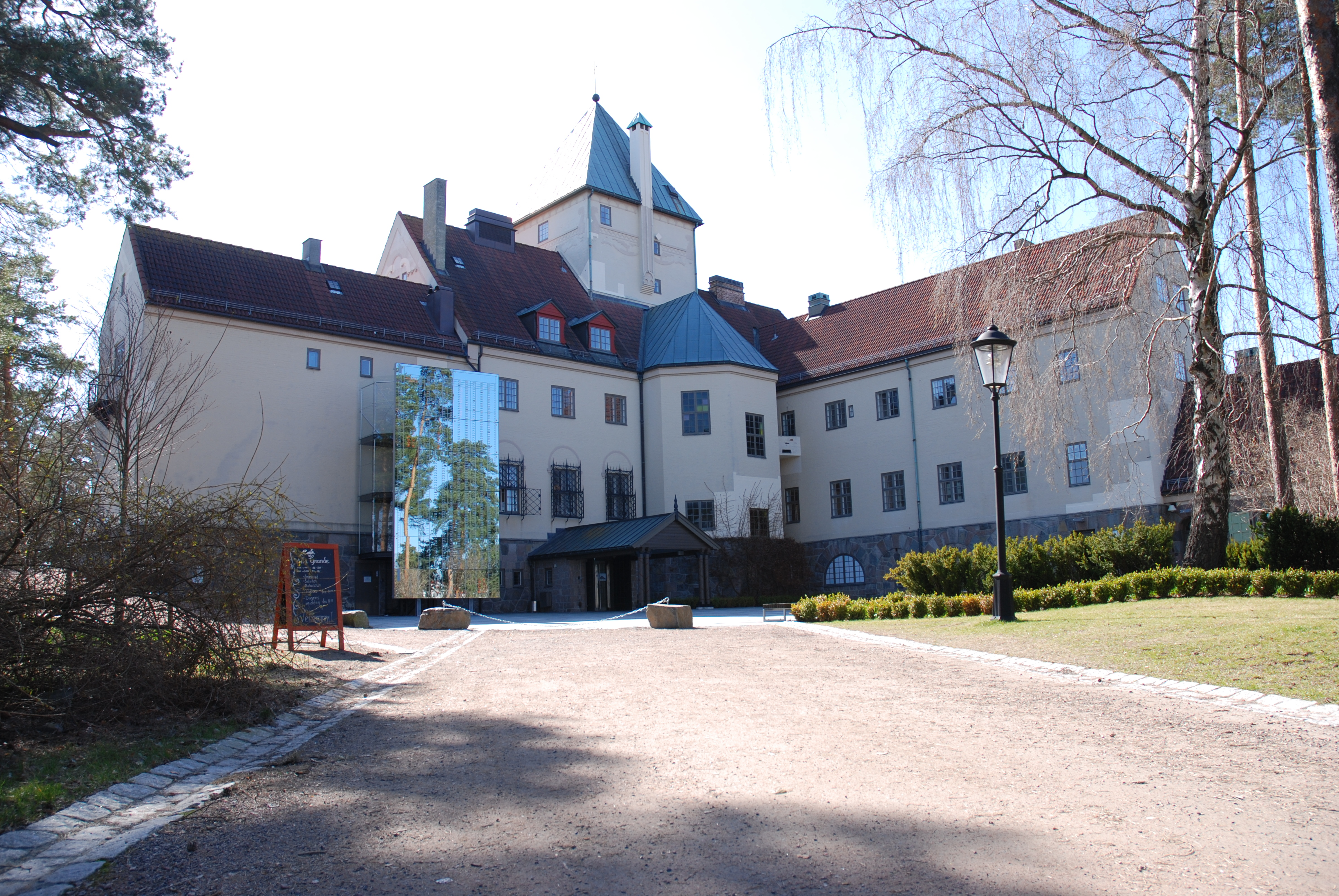
Villa Grande a Oslo, divenne la residenza di Quisling nel 1941. Oggi ospita il Centro norvegese per gli studi sull'Olocausto e le minoranze religiose

- Det angår også deg di Herman Sachnowitz,[69] pubblicato nel 1978.[70]
- Oss selv nærmest di Per Ole Johansen, pubblicato nel 1984.[32]
- Kathe - Always Been in Norway, di Espen Søbye, pubblicato nel 2003, tradotto in tedesco e in inglese nel 2019. Nel 2017 fu nominata la seconda migliore biografia norvegese pubblicata dopo il 1945, nel 2018 fu selezionata per essere uno dei 10 migliori libri di saggistica scandinavi pubblicati dopo il 2000.
- Bjørn Westlie ha pubblicato articoli su Dagens Næringsliv nel 1995, riguardanti il furto o la rapina[32] delle proprietà ebraiche.[32]
- L'autore del libro Den største forbrytelsen, del 2014, ha ricevuto il Premio Brage. Il libro ha ricevuto ottime recensioni, ma anche critiche da parte degli storici del Museo Jødisk di Oslo, Mats Tangestuen e Torill Torp-Holte, per aver tralasciato alcune importanti sfumature nella rappresentazione di chi erano gli aiutanti e chi erano i trasgressori.[71]
- Holocaust i Norge, di Bjarte Bruland, pubblicato nel 2017, è stato definito "l'unico grande studio, pubblicato come libro, da uno storico norvegese".[72]
- Hva vet historikerne? di Espen Søbye, pubblicato nel 2021.[73]
- Hvor ble det av alt sammen? di Berit Reisel, pubblicato nel 2021.[74]
- Likvidasjonen, di Synne Corell, pubblicato nel 2021.[75]
- We Are Going to Pick Potatoes' Norway and the Holocaust, di Irene Levi Berman, ISBN 978-0-7618-5040-3.[76]
- From Day to Day: One Man's Diary of Survival in Nazi Concentration Camps, di Odd Nansen.[77]

La letteratura dal 1978 può essere classificata come segue:
- Racconti storici completi dell'Olocausto in Norvegia, che includono Abrahamsen 1991 e le prime 336 pagine di Mendelsohn 1986, ma anche monografie come Jan Otto Johansen (1984) e Per Ole Johansen (1984);
- Libri che trattano aspetti specifici dell'Olocausto, come Ulstein 2006 sulle fughe in Svezia e Ottosen (1994) sulla deportazione, o Cohen (2000);
- Casi di studio di individui e famiglie. Alcuni di questi sono biografici, come Komissar (1995), Søbye (2003);
- Approfondimenti su temi specifici, come Skarpnesutvalget (1997) e Johansen (2006).

Una questione che è stata evidenziata è l'ipotesi che molti norvegesi considerassero gli ebrei estranei, il cui destino non riguardasse direttamente i norvegesi.

### Prosa
Nel 2021, Mattis Øybø ha pubblicato un romanzo sull'Olocausto.

### Film
Il film Den største forbrytelsen è uscito il 25 dicembre 2020.

### Arti visive
Dal 1995, Victor Lind ha creato una mostra sulla deportazione degli ebrei norvegesi, in particolare Knut Rød e la sua complicità nella logistica dell'Olocausto in Norvegia; nel 2008, Nasjonalmuseet ha prodotto la mostra itinerante "Contemporary Memory" con due video-opere di Lind sul tema dell'Olocausto in Norvegia.

## Ricerca
Il Centro norvegese per gli studi sull'Olocausto e le minoranze religiose ha facilitato la ricerca sull'Olocausto e l'istituto ne ha pubblicato i risultati. Il Centro Falstad nell'ex sito del campo di concentramento di Falstad fornisce un altro forum sugli aspetti umanitari dell'occupazione tedesca. I musei ebraici furono (nel 21º secolo) fondati a Oslo e Trondheim, e ci sono stati documenti importanti scritti all'interno della criminologia sull'epurazione legale in Norvegia dopo la seconda guerra mondiale. Nel 2010 la tesi di dottorato di Synne Corell è stata pubblicata come libro. In esso critica le principali opere sulla guerra e su come affrontano il destino del norvegese Ebrei durante la seconda guerra mondiale.
Nel 2011, lo storico Odd-Bjørn Fure ha affermato che la maggior parte della ricerca norvegese sull'Olocausto e sulla seconda guerra mondiale è condotta dal Centro norvegese per gli studi sull'Olocausto e le minoranze religiose (HL-Senteret).
Nel 2014, Marte Michelet affermò che sono necessarie ulteriori ricerche su "Quale ruolo hanno avuto le reti ebraiche nell'organizzazione degli avvisi degli individui? Chi era responsabile degli avvertimenti e chi ha raggiunto l'avvertimento? - Sappiamo poco sul denaro coinvolto nel traffico dei rifugiati. In che misura gli aiutanti hanno ricevuto il pagamento, quali somme dovevano essere pagate e come ha avuto un ruolo questo in chi è stato in grado di fuggire e chi non è stato in grado di fuggire?"

### Opere sull'Olocausto in Norvegia
- (NO) Historikk jøder fra Agder, su stiftelsen-arkivet.no, Stiftelsen Arkivet. URL consultato il 17 gennaio 2008 (archiviato dall'url originale il 22 luglio 2011). L'articolo descrive il destino degli ebrei nelle contee di Agder.
- Samuel Abrahamsen, Norway's Response to the Holocaust: A Historical Perspective, Holocaust Library, 1991, ISBN 0-89604-117-4. Uno dei due trattati completi sull'Olocausto in Norvegia.
- (NO) Irene Levin Berman, Flukten fra Holocaust, Oslo, Orion, 2008, ISBN 978-82-458-0865-0. la storia dell'Olocausto nei ricordi dell'autrice della sua fuga in Svezia. Pubblicato in inglese:"'We Are Going to Pick Potatoes': Norway and the Holocaust, The Untold Story" (Hamilton Books, 2010, ISBN 978-0-7618-5011-3).
- (NO) Bjarte Bruland, Forsøket på å tilintetgjøre de norske jødene (The attempt to exterminate the Norwegian Jews), University of Bergen, 1995. (tesi accademica).
- (NO) Kai Feinberg e Arnt Stefansen, Fange 79018 vender tilbake, Oslo, Cappelen, 1995, ISBN 82-02-15705-6. Resoconto personale del sopravvissuto Kai Feinberg, con note storiche di Arnt Stefansen.
- Anne-Marie Foltz, Survival Skills: Norway, Anti-Semitism and the Holocaust: A Family Story, IPBooks, 2020, ISBN 978-1-9490-9350-6.
- Manfred Gerstenfeld, Norway: The Courage of a Small Jewish Community; Holocaust Restitution and antisemitism: An interview with Bjarte Bruland and Irene Levin, Jerusalem Center for Public Affairs. URL consultato il 17 gennaio 2008.
- (NO) Halvor Hegtun, Auschwitz er en del av livet, in Aftenposten, 31 ottobre 2004. URL consultato il 21 gennaio 2008. Un articolo di giornale sul ritorno ad Auschwitz da parte dei sopravvissuti norvegesi.
- (NO) Jahn Otto Johansen, Det hendte også her, Oslo, Cappelen, 1984, ISBN 82-02-09894-7.
- (NO) Per Ole Johansen, Oss selv nærmest: Norge og jødene 1914-1943, Oslo, Gyyldendal, 1984, ISBN 82-05-15062-1.
- (NO) Vera Komissar e Bjørg Sundvor, Nådetid: norske jøder på flukt 1942, Oslo, Aschehoug, 1992, ISBN 82-03-17170-2. Si tratta di circa dodici esempi di ebrei norvegesi fuggiti e sopravvissuti.
- (NO) Vera Komissar, Sverre Nyrønning e Julius Paltiel, På tross av alt: Julius Paltiel - norsk jøde i Auschwitz, Oslo, Aschehoug, 1995, ISBN 82-03-26086-1. Si tratta della storia di Julius Paltiel, sopravvissuto alla deportazione e alla prigionia ad Auschwitz.
- (NO) Arne Lyngvi, Fordi de var jøder... Da Holocaust rammet noen medmennesker i Bergen og Hordaland, Bergen, Sigma forlag, 2005, ISBN 82-7916-035-3. Esso copre in particolare la popolazione ebraica colpita dall'Olocausto di Bergen e Hordaland.
- Michelet, Marte, Den største forbrytelsen [The greatest crime], 2014.
- (NO) Norwegian Government, Inndragning av jødisk eiendom i Norge under den 2. verdenskrig, Norges offentlige utredninger, Oslo, Statens forvaltningstjeneste, 1997, ISBN 82-583-0437-2, NOU 1997:22 ("Skarpnesutvalget"). URL consultato il 16 gennaio 2008. relazione della commissione governativa sulla confisca e la disposizione dei beni ebraici. Nel giugno 1997 il ministero norvegese degli Affari esteri ha pubblicato una traduzione in inglese del rapporto di minoranza completo e una sintesi del rapporto di maggioranza, ma senza loghi istituzionali o registrazione ISBN. Si intitolava "The Reisel/Bruland Report on the Confiscation of Jewish Property in Norway during World War II," ed è comunemente noto come il "libro blu" ed è archiviato presso il Centro norvegese per gli studi sull'olocausto e le minoranze religiose.
- Kristian Ottosen, I slik en natt - historien om deportasjonen av jøder fra Norge, Oslo, Aschehoug, 1994, ISBN 82-03-26049-7. sulla deportazione degli ebrei dalla Norvegia ai campi di concentramento.
- (NO) Herman Sachnowitz e Arnold Jacoby, Det angår også deg, Stabekk, Den norske bokklubben, 1978, ISBN 82-525-0544-9. - un primo resoconto personale delle esperienze di un sopravvissuto.
- (NO) Robert Savosnick e Hans Melien, Jeg ville ikke dø, 2nd, Oslo/Risør, Cappelen (1st), Aktive Fredsforlag (2nd), 1986, ISBN 82-92627-00-6.
- (NO) Espen Søbye, Kathe, alltid vært i Norge, Oslo, Oktober, 2003, ISBN 82-7094-926-4. Kathe - Always Been in Norway (English translation, 2019). Oslo: Krakiel. ISBN 978-82-997381-2-5.
- (NO) Ragnar Ulstein, Jødar på flukt, 2nd, Samlaget, 2006, ISBN 82-521-6988-0. sulla fuga e la ferrovia sotterranea verso la Svezia.

### Opere sulla minoranza ebraica in Norvegia
- (NO) Oskar Mendelsohn, Jødenes historie i Norge gjennom 300 år: Bind 1 1660-1940, Universitetsforlaget, 1969, ISBN 82-00-02523-3.
- (NO) Oskar Mendelsohn, Jødenes historie i Norge gjennom 300 år: Bind 2 1940-1985, 2nd, Universitetsforlaget, 1986,  pp. 13-262, ISBN 82-00-02524-1. A comprehensive treatment of the Holocaust in Norway.
- (NO) Oskar Mendelsohn, Jødene i Norge: Historien om en minoritet, Universitetsforlaget, 1992, ISBN 82-00-21669-1.
- (NO) Reisel (a cura di), Du skal fortelle det til dine barn: Det mosaiske trossamfund i Oslo 1892-1992, Oslo, Det mosaiske trossamfund i Oslo, 1992, ISBN 82-992611-0-4.
- (NO) Jon Reitan, Jødene fra Trondheim, Trondheim, Tapir akademisk forlag, 2005, ISBN 82-519-2044-2.

### Opere sulla storia della seconda guerra mondiale norvegese
- Maynar Cohen, A Stand Against Tyranny: Norway's Physicians and the Nazis, Wayne State University Press, 2000, ISBN 0-8143-2934-9. Si tratta della rete di resistenza organizzata dai medici norvegesi.
- (NO) Grimnes (a cura di), Norge i krig, Oslo, Aschehoug, 1984, ISBN 82-03-11144-0. Un'indagine completa in 8 volumi sulla guerra in Norvegia, organizzata per argomento.
- Per Ole Johansen, På siden av rettsoppgjøret, Unipub, 2006, ISBN 978-82-7477-233-5. - Una serie di lavori interdisciplinari presso l'Università di Oslo sui pregiudizi nella purga legale in Norvegia dopo la seconda guerra mondiale.
- Opere di Kristian Ottosen:
  - (NO) K. O., Natt og tåke : historien om Natzweiler-fangene, Oslo, Aschehoug, 1989, ISBN 82-03-16108-1. Si tratta dei prigionieri di Nacht und Nebel nel campo di concentramento Natzweiler, con un'enfasi sui norvegesi detenuti.
  - (NO) K. O., Liv og død : historien om Sachsenhausen-fangene, Oslo, Aschehoug, 1990, ISBN 82-03-16484-6. Si tratta del campo di concentramento di Sachsenhausen.
  - (NO) K. O., Kvinneleiren : historien om Ravensbrück-fangene, Oslo, Aschehoug, 1991, ISBN 82-03-16791-8. Si tratta del campo di concentramento di Ravensbrück, principalmente per le donne.
  - (NO) K. O., Bak lås og slå : historien om norske kvinner og menn i Hitlers fengsler og tukthus, Oslo, Aschehoug, 1993, ISBN 82-03-26000-4. Si tratta della deportazione e della detenzione di uomini e donne norvegesi nelle prigioni di tutta la Germania.
  - (NO) K. O., Nordmenn i fangenskap 1940-1945, Oslo, Universitetsforlaget, 1995, ISBN 82-00-22372-8. Si tratta di un elenco autorevole di individui norvegesi che erano stati tenuti in cattività tedesca durante la seconda guerra mondiale.
- Nils Johan Ringdal, Mellom barken og veden: politiet under okkupasjonen, Oslo, Aschehoug, 1987, ISBN 82-03-15616-9. Si tratta del ruolo della polizia norvegese durante l'occupazione.